# Dmitriy Bocharov
 (janvier 2025).
Si vous disposez d'ouvrages ou d'articles de référence ou si vous connaissez des sites web de qualité traitant du thème abordé ici, merci de compléter l'article en donnant les références utiles à sa vérifiabilité et en les liant à la section « Notes et références ».
Dmitriy Bocharov, né le 6 juin 2002, est un coureur cycliste ouzbek.

## Biographie
Il représente l'Ouzbékistan lors de la course en ligne des Jeux olympiques de Paris 2024.

## Palmarès sur route

### Par année
- 2020
  - 2e du championnat d'Ouzbékistan du contre-la-montre juniors
  - 3e du championnat d'Ouzbékistan sur route juniors
- 2022
  - 2e du championnat d'Ouzbékistan du contre-la-montre
- 2023
  -  Champion d'Ouzbékistan sur route
  -  Champion d'Ouzbékistan sur route espoirs
  -  Champion d'Ouzbékistan du contre-la-montre
  - 2e étape du 100th Anniversary Tour of The Republic
  - 2e étape du Tour de Van
  -  Médaillé d'argent du championnat d'Asie du contre-la-montre par équipes mixtes
  - 3e du championnat d'Ouzbékistan du contre-la-montre
  - 3e du Tour de Van
- 2024
  -  Champion d'Ouzbékistan sur route
  -  Champion d'Ouzbékistan sur route espoirs
  - 2e du championnat d'Ouzbékistan du contre-la-montre
  - 3e du championnat d'Ouzbékistan du contre-la-montre espoirs

### Classements mondiaux
| Année         | 2022 |
| ------------- | ---- |
| UCI Asia Tour | 39e  |

## Palmarès sur piste

### Championnats Asie
- Nilai 2025
  -  Champion d'Asie du scratch

### Championnats nationaux
- 2022
  -  Champion d'Ouzbékistan du kilomètre
  -  Champion d'Ouzbékistan du keirin
  -  Champion d'Ouzbékistan de l'américaine (avec Danil Evdokimov)
  -  Champion d'Ouzbékistan de course aux points
  - 2e du championnat d'Ouzbékistan de poursuite
  - 3e du championnat d'Ouzbékistan du scratch
- 2023[3]
  -  Champion d'Ouzbékistan de poursuite par équipes (avec Aleksey Fomovskiy, Danil Evdokimov et Edem Eminov)
  -  Champion d'Ouzbékistan de l'américaine (avec Danil Evdokimov)
  -  Champion d'Ouzbékistan de l'omnium